# James Harris (giocatore di snooker)
James Harris (fl. XX secolo) è stato un giocatore di snooker inglese.

## Carriera
James Harris partecipò ad unico torneo professionistico nella sua carriera: l'American Tournament 1908-1909, classificandosi secondo nel girone.

## Risultati
In questa tabella sono riportati i risultati nei tornei di snooker in cui James Harris ha partecipato.
| Competizioni                     | Anni              | Risultati         | Vincite | Century Breaks | Miglior break |
| -------------------------------- | ----------------- | ----------------- | ------- | -------------- | ------------- |
| The American Tournament          | 1908-1909         | 2°                | £0      | 0              | ?             |
| Totale (The American Tournament) | 1 partecipazione  | 1 partecipazione  | £0      | 0              | ?             |
| Totale carriera                  | 1 torneo dispuato | 1 torneo dispuato | £0      | 0              | ?             |

## Statistica match[5]
| Round         | Match | Vittorie | Pareggi | Sconfitte | % vittorie |
| ------------- | ----- | -------- | ------- | --------- | ---------- |
| Fase a gironi | 5     | 3        | 0       | 2         | 60%        |
| Totale        | 5     | 3        | 0       | 2         | 60%        |

## Testa a testa[6]
Nella seguente tabella vengono elencati giocatori per numero di sfide contro James Harris.
| N° | Giocatore       | Match | Vittorie | % vittorie |
| -- | --------------- | ----- | -------- | ---------- |
| 1  | Melbourne Inman | 1     | 1        | 100%       |
| 2  | Tom Aiken       | 1     | 1        | 100%       |
| 3  | Tom Reece       | 1     | 1        | 100%       |
| 4  | Harry Stevenson | 1     | 0        | 0%         |
| 5  | Cecil Harverson | 1     | 0        | 0%         |

      Saldo positivo
      Saldo negativo
      Saldo neutro